# Torrenova
Torrenova (Turrinova in siciliano) è un comune italiano di 4 458 abitanti della città metropolitana di Messina in Sicilia.

## Geografia fisica

### Territorio

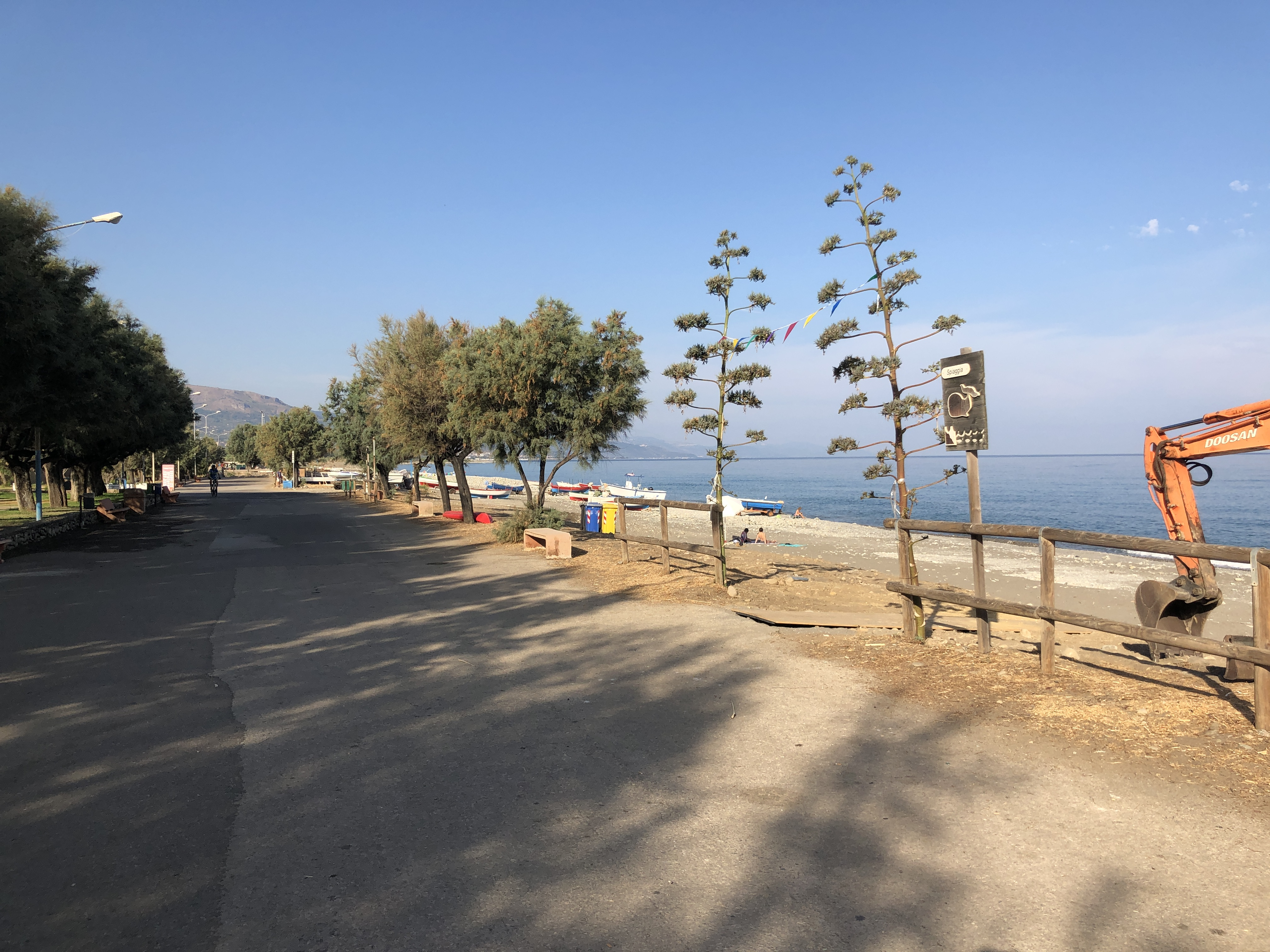
Lungomare di Torrenova

Il comune ha una superficie di 1 298 ettari per una densità abitativa di 326,81 abitanti per chilometro quadrato.
Il comune di Torrenova confina:
- a nord la costa del mare Tirreno (dalla spiaggia la vista spazia dalla rocca di Cefalù ad ovest alla vicina Capo d'Orlando ad est. A nord est sono visibili alcune delle isole Eolie: Alicudi, Filicudi, Salina, Lipari e Vulcano);
- a sud con San Marco d'Alunzio;
- a ovest con Sant'Agata di Militello e con Militello Rosmarino;
- a est con Capri Leone e con Capo d'Orlando.

## Storia
Già frazione di San Marco d'Alunzio, ottenne l'autonomia il 9 dicembre 1984, con Legge regionale n. 96 del 16 novembre. 
Deve il suo nome alla presenza nella zona di tre torri militari dislocate in punti strategici erette a partire dal 1400 per l'avvistamento di pirati provenienti dal mare. Esse facevano parte del sistema di avviso delle torri costiere della Sicilia, costruite su indicazione dell'architetto fiorentino Camillo Camilliani.
La prima è la Torre Cuffari, situata a circa 400 metri dal bivio per San Marco D'Alunzio, proprio in contrada Cuffari, posta alla sponda destra del torrente Favara, serviva come torre di avvistamento per segnalare la presenza di pericolo per gli Aluntini. Oggi di essa resta solo un rudere. La seconda è la Torre Marco, dal nome del proprietario che la costruì. Serviva per tenere sotto controllo i transiti sul torrente Favara. La Torre Marco è crollata nel gennaio 2019. La terza ed ultima torre, che ha dato il nome al comune, si chiama Torre Gatto, dal nome del proprietario che la fece erigere, e fu chiamata anche Torre Nuova, perché la più "nuova" rispetto alle altre in quanto costruita per ultima. Principalmente venne edificata per la difesa e il controllo del nucleo urbano insediatosi nei pressi della torre.

### Simboli
Lo stemma e il gonfalone sono stati concessi con decreto del presidente della Repubblica del19 dicembre 1988.
Il gonfalone è un drappo partito di giallo e di azzurro.

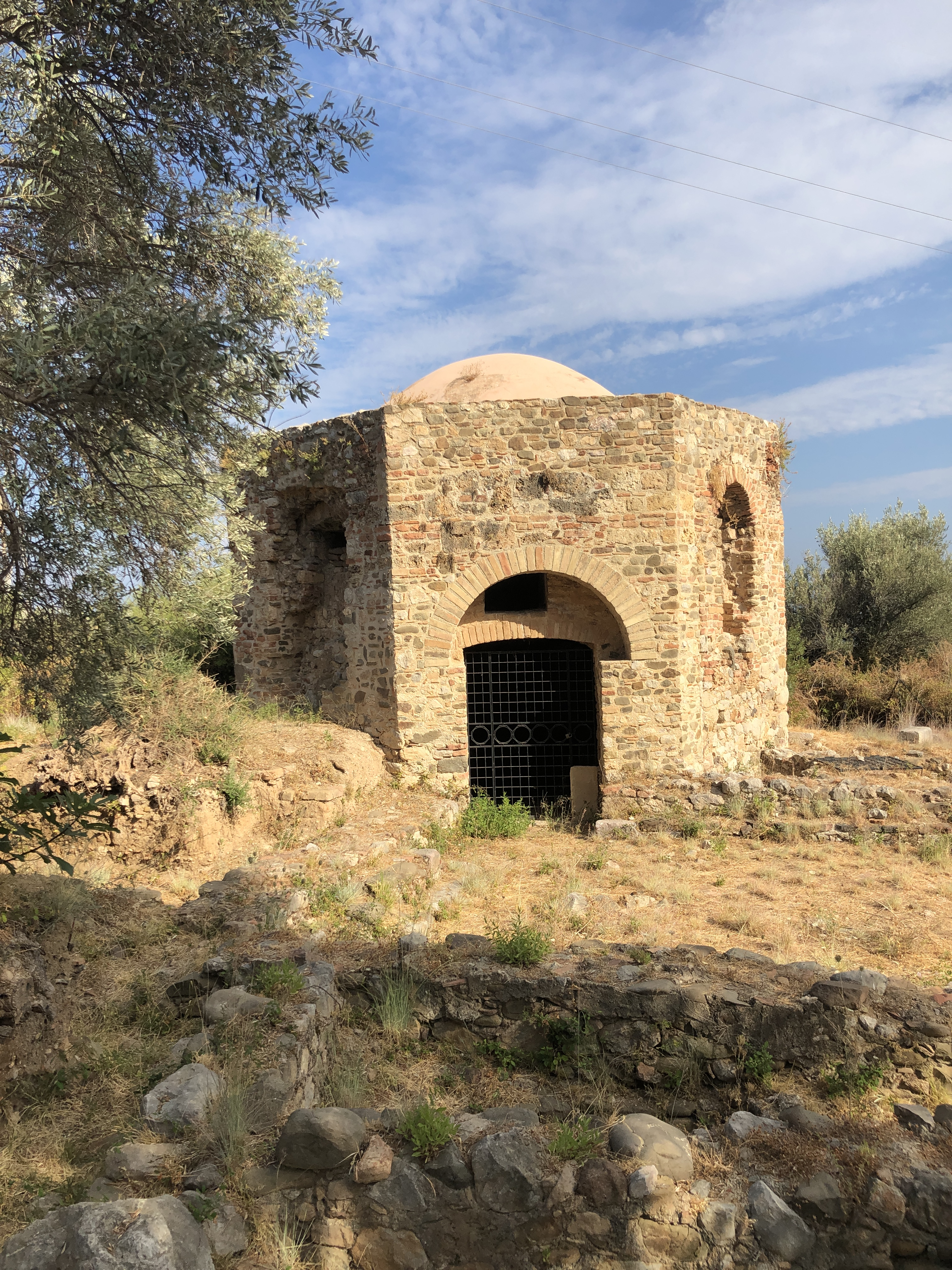
San Pietro in Deca

## Monumenti e luoghi d'interesse
Tra i monumenti segnaliamo la chiesa bizantina di San Pietro in Deca e la Porta di Pietra di Roma del secolo XVIII. Nelle vicinanze si trovano diverse interessanti zone archeologiche con resti di un ponte medievale (località Valle del Rosmarino), reperti dell'età del rame, resti di una fattoria romana del II-III secolo a.C. e le grotte abitate già in età neolitica, in località Scudunì, a nord della SS113. Le tre torri, Torre Cuffari (solo un rudere abbandonato all'incuria) nella omonima Frazione, Torre Gatto e Torre Marco nel centro abitato (quest'ultima distrutta nell'indifferenza dell'amministrazione).

### Chiesa bizantina di San Pietro in Deca
Detto anche Conventazzo era un monastero greco-basiliano di cui si hanno notizie dal XII secolo e funzionante sino al 1600, ma le origini risalgono all'epoca tardo antica. Oggi rimane in piedi una cupola rotonda probabilmente con funzione commemorativa. Successivamente venne aggiunta una fodera esterna di forma ottagonale (unico nel suo genere in Sicilia). Accanto si trovano i resti della chiesa di età normanna, oggetto di scavi dal 2002 diretti da Ewald Kislinger dall'Università di Vienna. Gli scavi hanno portato alla luce altre mura e 50 tombe sia all'interno che all'esterno delle mura.

### Lungomare
Il lungomare, caratterizzato da un percorso pedonale e ciclabile ,il percorso si snoda per circa tre chilometri da Torrenova fino all’innesto con via del Mare nella zona di Zappulla

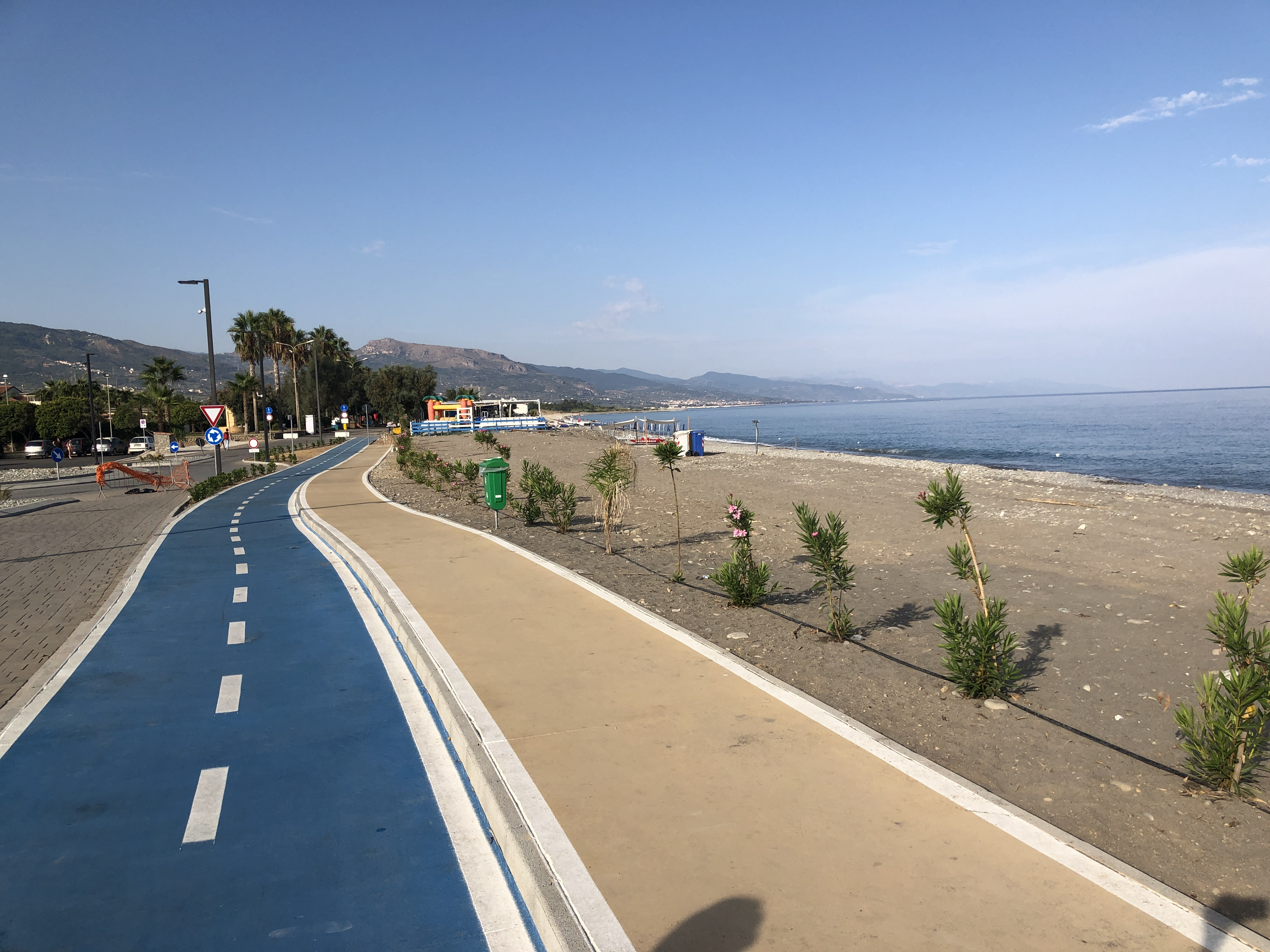

## Società

### Evoluzione demografica
Abitanti censiti

### Carnevale
Il Carnevale Torrenovese ogni anno ha un programma con tanti appuntamenti.

## Economia
L'economia del paese è prevalentemente agricola. I prodotti principali sono gli agrumi, gli ortaggi, l’olio di oliva e la frutta.
Le industrie tradizionali sono quelle manifatturiere del pesce e delle conserve alimentari: una zona industriale di origine più recente è situata nella contrada Pietra di Roma che occupa circa 3000 persone.

## Infrastrutture e trasporti

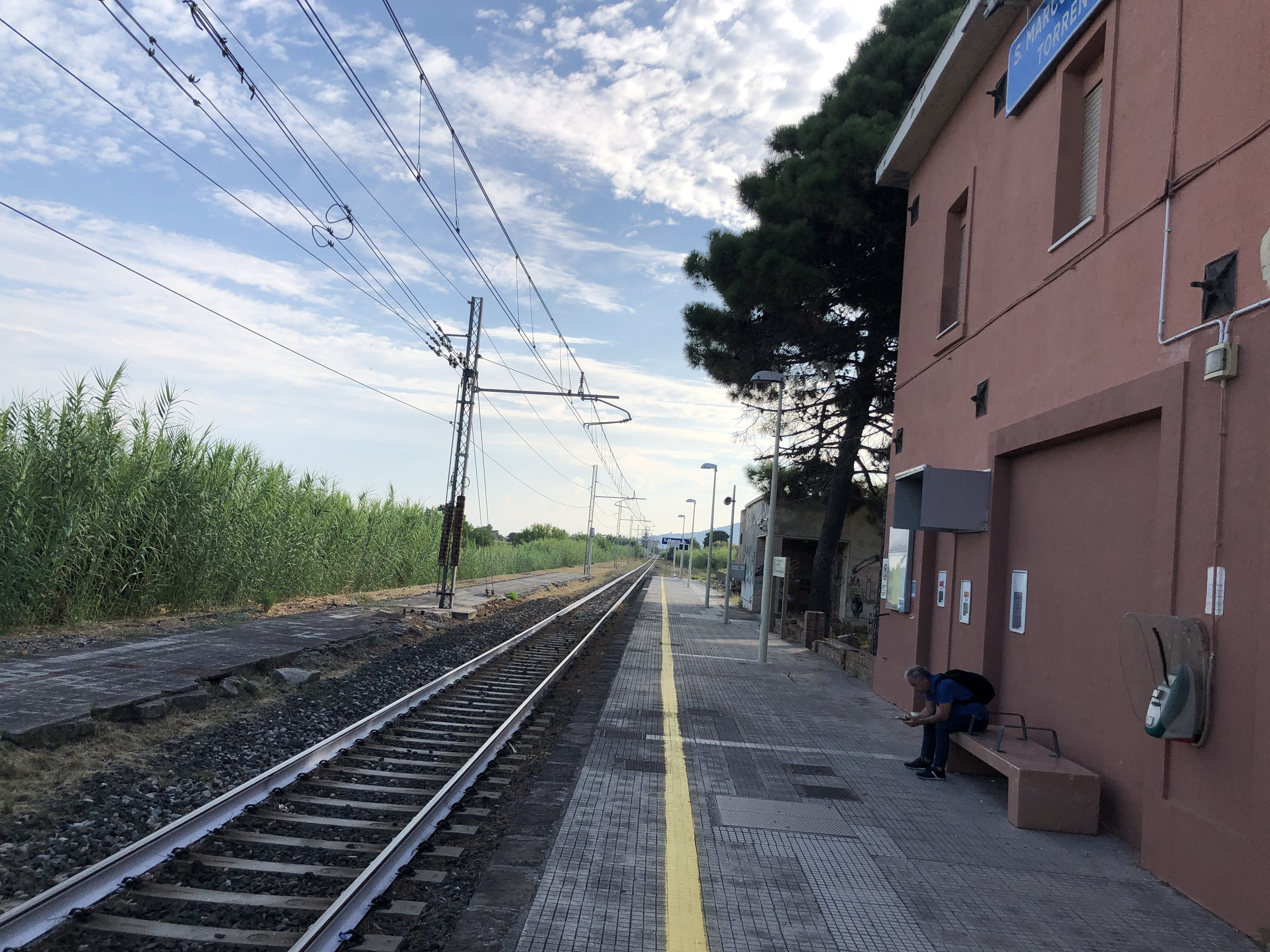
Stazione di San Marco d'Alunzio-Torrenova

### Strade
Torrenova è attraversata dall'autostrada Messina-Palermo (uscite a Rocca di Capri Leone o Sant'Agata di Militello), dalla strada statale 113 Settentrionale Sicula (via Nazionale) 

### Ferrovie
Ferrovia a binario semplice con due stazioni la centrale stazione di San Marco d'Alunzio-Torrenova (1 binario) e la periferica Stazione di Zappulla (3 binari) ,Le stazioni sono servite da treni regionali e a corta percorrenza, operati da Trenitalia.

### Aeroporti
La città metropolitana di Messina è la più grande d'Italia sprovvista di aeroporto. Vi sono studi di fattibilità e proposte per realizzarne uno sul territorio tra Sant'Agata di Militello e Capo d'Orlando. Gli aeroporti esistenti più vicini sono l'aeroporto Falcone e Borsellino di Palermo-Punta Raisi e l'aeroporto Vincenzo Bellini di Catania-Fontanarossa.

### Mobilità urbana
La cittadina è dotata di diversi servizi di trasporto pubblico, in particolare autobus urbani ed extraurbani; collegamenti giornalieri con Messina sono garantiti da compagnie private di trasporti su gomma.

## Amministrazione
Di seguito è presentata una tabella relativa alle amministrazioni che si sono succedute in questo comune.
| Periodo         | Periodo         | Primo cittadino         | Partito              | Carica              | Note  |
| --------------- | --------------- | ----------------------- | -------------------- | ------------------- | ----- |
| 26.maggio 1985  | 20 maggio 1990  | Antonio Mario Russo     | Democrazia Cristiana | Sindaco             | [ 9 ] |
| 20 maggio 1990  | 17 ottobre 1992 | Antonio Mario Russo     | Democrazia Cristiana | Sindaco             | [ 9 ] |
| 17 ottobre 1992 | 28 giugno 1994  | Basilio Castrovinci     | Democrazia Cristiana | Sindaco             | [ 9 ] |
| 28 giugno 1994  | 25 maggio 1998  | Basilio Castrovinci     | lista civica         | Sindaco             | [ 9 ] |
| 25 maggio 1998  | 27 maggio 2003  | Vincenzo Marcello Russo | lista civica         | Sindaco             | [ 9 ] |
| 27 maggio 2003  | 15 giugno 2008  | Basilio Castrovinci     | lista civica         | Sindaco             | [ 9 ] |
| 23 ottobre 2006 | 17 giugno 2008  | Eliseo Fonte            |                      | Comm. straordinario | [ 9 ] |
| 17 giugno 2008  | 6 marzo 2012    | Benedetto Russo         | lista civica         | Sindaco             | [ 9 ] |
| 6 marzo 2012    | 8 maggio 2012   | Filippo Ribaudo         |                      | Comm. straordinario | [ 9 ] |
| 8 maggio 2012   | in carica       | Salvatore Castrovinci   |                      | Sindaco             | [ 9 ] |